# Kegeltje

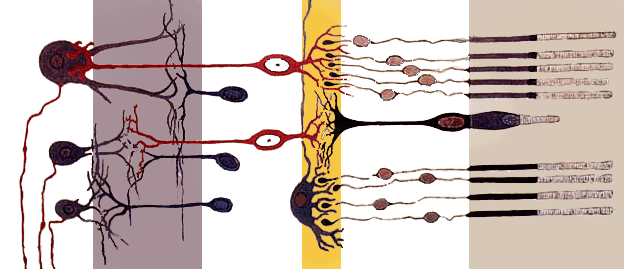
Dwarsdoorsnede van het netvlies met uiterst rechts staafjes en een kegeltje

Een kegeltje is een lichtgevoelige cel, met een kegelvormig uitsteeksel, in het netvlies van het oog van gewervelde dieren, waaronder het menselijk oog, waarmee kleuren gezien kunnen worden. Kegeltjes functioneren optimaal bij fel licht. De andere lichtgevoelige cellen, de staafjes, functioneren daarentegen beter bij flauw licht. Kegeltjes maken kleurwaarneming mogelijk en hiermee is het zicht scherper en kunnen sneller veranderingen in het beeld worden waargenomen dan met staafjes. Dat komt doordat hun responstijden korter zijn dan die van staafjes.

## Menselijk oog

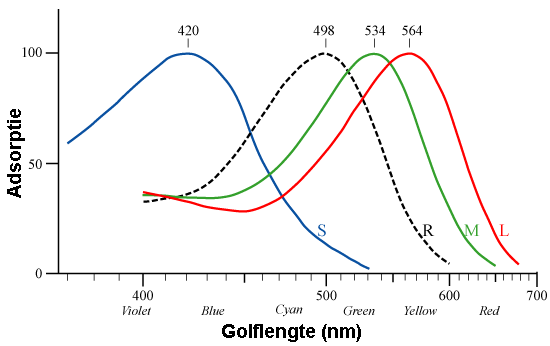
Lichtabsorptie van de pigmenten in staafjes (onderbroken lijn) en de drie soorten kegeltjes (L, M en S) in het menselijk oog; de maxima zijn alle op 100 gezet.

Kegeltjes zijn het dichtst op elkaar geplaatst in de buurt van de gele vlek. Er zijn drie soorten kegeltjes, elk met een verschillende soort fotoreceptor. De drie verschillende fotoreceptoren reageren elk op een andere golflengte van licht, elk met zijn eigen optimale golflengte. Dit zorgt ervoor dat mensen trichromatisch zicht hebben, wat betekent dat op basis van de respons van de drie typen kegeltjes golflengtes onderscheiden kunnen worden en aan de hand van het verschil tussen die golflengten andere kleuren waargenomen kunnen worden. 
De drie optimale golflengten worden aangeduid met verschillende namen. De meest neutrale naamgeving is S (van short) voor de kegeltjes die het gevoeligst zijn voor kortgolvig licht, L voor de kegeltjes die het gevoeligst zijn voor langgolvig licht en M voor de kegeltjes die het gevoeligst zijn voor een gebied daar tussenin. De maxima liggen als volgt:
| Naam | Maximale gevoeligheid bij golflengte | Kleurindruk | Kleurindruk       |
| Naam | Maximale gevoeligheid bij golflengte | puur        | bij maximum       |
| ---- | ------------------------------------ | ----------- | ----------------- |
| S    | 443 nm                               | violet      | blauw-blauwviolet |
| M    | 544 nm                               | groen       | groen             |
| L    | 570 nm                               | dieprood    | geel-geelgroen    |
Er zijn ongeveer 6 tot 7 miljoen kegeltjes en 90 miljoen staafjes in het gemiddelde menselijk oog.

### S-kegeltje
Deze receptor bestrijkt het blauwe gebied van het kleurenspectrum. Het  absorptiemaximum ligt bij een golflengte van ongeveer 455 nm ( blauw-violet). Oudere bronnen noemen als absorptiemaximum 420 nm. Beide waarden vallen in het bereik van blauw licht, daarom wordt dit type kegeltje wel blauwreceptor genoemd. Het menselijke S-kegeltje is genetisch nauw verwant aan de UV-kegeltjes van andere gewervelde dieren. Men spreekt dan ook ter onderscheid daarvan wel van het S2-kegeltje. De blauwreceptor is zelden betrokken bij kleurenblindheid, maar als deze receptor niet aanwezig is, ontstaat de ametropie tritanopie. 

### M-kegeltje
Het absorptiemaximum van deze groenreceptor  ligt bij ongeveer 534 nm (smaragdgroen), het kegeltje bestrijkt een gebied tussen blauw en oranje licht. Het menselijke M-kegeltje is genetisch nauw verwant aan het L-kegeltje. Er wordt aangenomen dat het zich slechts een paar miljoen jaar geleden uit het L-kegeltje ontwikkelde via genduplicatie. De genen voor L- en M-kegeltjes bevinden zich naast elkaar op het X-chromosoom. Hoewel er vier tot zes kopieën van het gen zijn, is het M-kegeltje veelal verantwoordelijk voor kleurenblindheid bij mensen doordat het zich op een crossing-over op het X-chromosoom bevindt. Als er geen groenreceptoren aanwezig zijn, ontstaat deuteranomalie.

### L-kegeltje
Het absorptiemaximum van het L-kegeltje ligt ongeveer bij 563 nm (geelgroen). Wel wordt het de roodreceptor genoemd omdat het het zien van rood licht mogelijk maakt. Het menselijke L-kegeltje is fylogenetisch oud en komt overeen met die van alle andere gewervelde dieren. Het is gecodeerd op het X-chromosoom. Als er geen roodreceptoren zijn, ontstaat protanopie.

## Verwante onderwerpen
- Kleuren zien
- Kleurenblindheid
- Menselijk oog
- Nabeeld